# Saltee-Inseln
Die Saltee-Inseln (irisch Na Sailtí, altnordisch: Saltey) sind zwei kleine Inseln, die etwa drei bzw. fünf Kilometer vor der Südküste des County Wexford in Irland liegen.
Der Name der Inseln („Salzinseln“) kommt aus dem Altnordischen.
Die größere Insel Great Saltee (An Sailte Mór) umfasst 0,89 Quadratkilometer und die kleinere, Little Saltee (An Sailte Beag), 0,37 Quadratkilometer. Seit der Mitte des 20. Jahrhunderts ist die Nutzung der Inseln aufgegeben worden. Die felsigen Inseln sind geologisch vor 600 Millionen Jahren (möglicherweise auch vor 2 Milliarden Jahren) entstanden (Präkambrium).

## Geschichte
Schon früh waren die Inseln besiedelt. Ein Oghamstein stand einst auf der Insel Great Saltee, der sich heute im Museum des County Wexford befindet.
1177 waren die Inseln von dem Anglonormannen Hervey de Montmorency an die Christchurch in Canterbury gegeben worden. Später wurden sie an die Tintern Abbey gegeben (so findet es sich in der Urkundenrolle im Jahr 1245).
Im 19. Jahrhundert fand eine intensivere Landwirtschaft statt. Mit dem beginnenden 20. Jahrhundert wurde die Insel aber wieder verlassen.
Die Felsen unterhalb der Wasserlinie führen dazu, dass die Gewässer um die Saltee-Inseln schwierig zu navigieren sind. Zahlreiche Schiffe havarierten hier.

## Flora-Fauna-Habitat-Schutzgebiet
Die Inseln sind Brutstätten für Eissturmvögel, Basstölpel, Krähenscharben, Dreizehenmöwen, Trottellummen, Tordalken, Papageientaucher und Kegelrobben. Das Schutzgebiet erstreckt sich von der Festlandküste östlich des Kilmore Quays bis zu den Inseln.

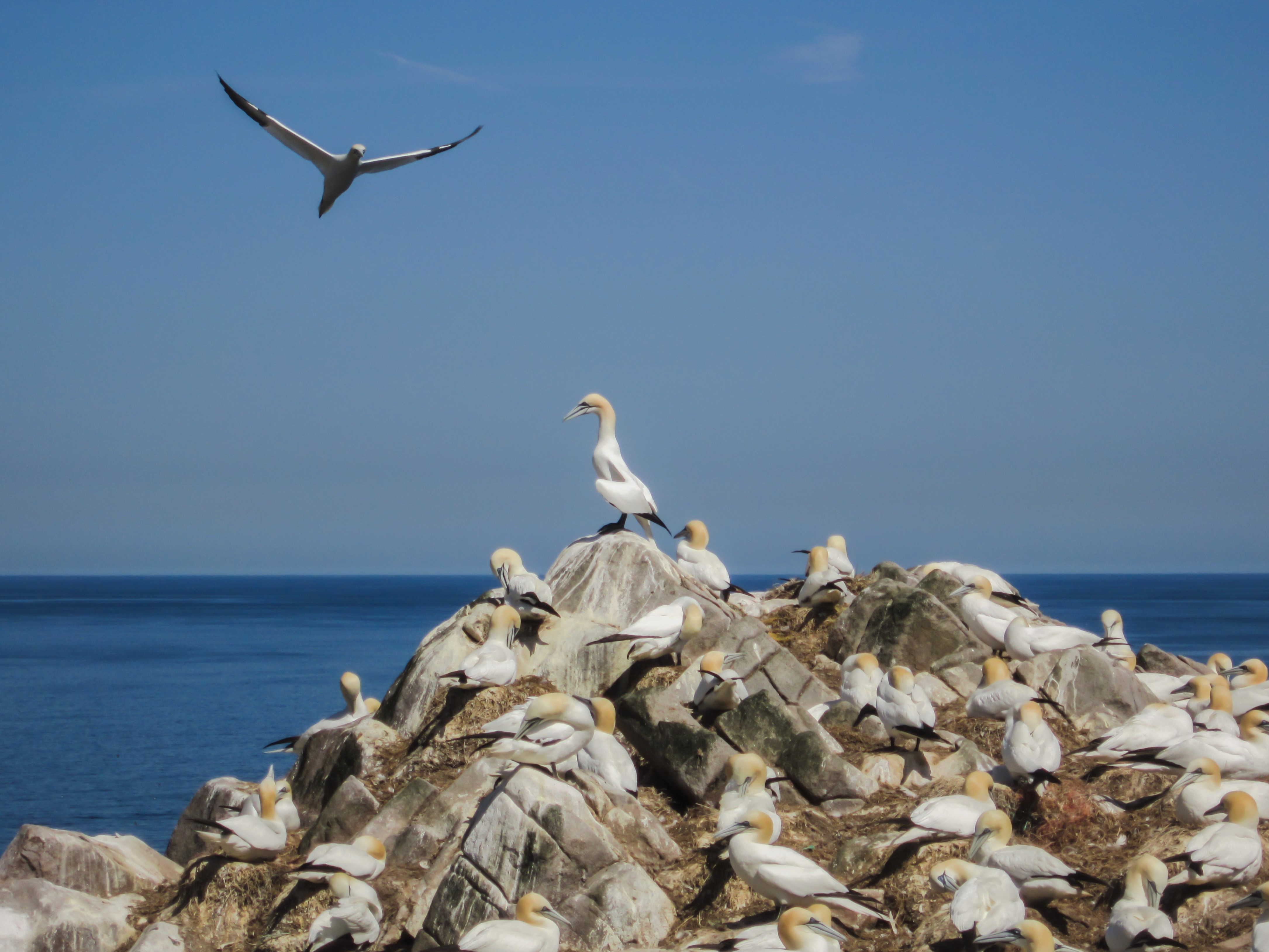
Basstölpel auf Great Saltee

Von 1950 bis 1963 befand sich hier eine Vogelwarte für die nistenden Seevögel.

## Trivia
Michael Neale, ein irischer Landwirt, erklärte 1943 das Fürstentum der Saltee-Inseln als sein „Reich“. Diese Mikronation war zu keiner Zeit anerkannt. Die Inseln stehen immer noch im Eigentum der Neale-Familien. Von Kilmore Quay aus können Bootsfahrten nach Great Saltee unternommen werden.
Eoin Colfer versetzte in seinem Fantasy-Kinderbuch Airman seine Hauptfigur auf Great Saltee.